# طربة
الطربة أو دوالب الهنا أو دولاب الهواء (باللاتينية: Lomelosia) جنس نباتي يتبع الفصيلة الخمانية. يضم أربعة أنواع مقبولة وخمسة وستين نوعا لم يحسم أمره بعد.

## من أنواعهالواطنةفيالوطن العربي[3]
- طربة أوشيه (باللاتينية:  Lomelosia aucheri) في بلاد الشام
- طربة أوليفييه (باللاتينية:  Lomelosia aucheri) في سورية ولبنان والعراق وشبه الجزيرة العربية وإيران، وأفغانستان وباكستان وآسيا الوسطى وعمان.[1]
- الطربة الفضية (باللاتينية: Lomelosia argentea) في بلاد الشام

- الطربة الفلسطينية (باللاتينية: Lomelosia palaestina) في بلاد الشام
- الطربة المتفرعة (باللاتينية: Lomelosia divaricata) في بلاد الشام
- الطربة المنتشرة (باللاتينية: Lomelosia prolifera) في بلاد الشام
- الطربة منخفضة الرؤوس (باللاتينية: Lomelosia calocephala) في بلاد الشام

- طربة ??? (باللاتينية: Lomelosia porphyroneura) في بلاد الشام